# Karnataka

Herb

Karnataka (hindi कर्नाटक, trb.: Karnataka, trl.: Karnāṭaka; kannada ಕರ್ನಾಟಕ; ang. Karnataka) – stan leżący na południu Indii, przed rokiem 1973 nosił nazwę Mysore po tym, jak powstał z wcześniej istniejącego na jego obszarze królestwa o tej samej nazwie w 1950 r.

## Pochodzenie nazwy
Źródłem nazwy Karnataka (podobnie jak obowiązującego w niej języka kannada) są prawdopodobnie drawidyjskie słowa ka (czarny) i natu (kraj). Wiąże się to z czernią ziemi na wyżynie Dekanu.
Nazwa ta początkowo obejmowała mówiący językiem kannada rejon południowo-zachodniego Dekanu. Czas brytyjskiej kolonizacji poszerzył nazwę, obejmując nią także leżącą na południu równinę między Wschodnimi Ghatami i Wybrzeżem Koromandelskim, a więc tereny obecnie wchodzące w skład stanu Tamilnadu. Utworzony w 1956 roku kannadajęzyczny stan Mysore, w 1973 roku odzyskał pierwotną nazwę Karnataka.

## Geografia
Karnataka sąsiaduje na zachodzie z Morzem Arabskim, z Goa na północnym zachodzie, z Maharashtrą na północy, z Andhra Pradesh na wschodzie, z Tamilnadu na wschodzie i południowym wschodzie i z Keralą na południowym zachodzie.
Karnatakę można podzielić na 3 części: równina wybrzeża (320 km długości, 48 do 64 km szerokości), Ghaty Zachodnie (osiągające wysokość do 1923 m) i płaskowyż Dekanu zajmujący największa część stanu. Z niego też biorą początek największe rzeki stanu: Kaveri, Kryszna i Tungabhadra.
Najwyższe wodospady w Karnatace - najwyższy w Indiach Kunchikal Falls na rzece Varahi, Meenmutty Falls, Meenmutty Falls, Barkana Falls na rzece Sita, Wodospad Dźog na Sharavathi, Soochipara Falls, Hebbe Falls. Te siedem wodospadów należy do dwudziestu najwyższych w Indiach.
Szczyty w Ghatach Zachodnich - Kemmangundi, Tadiandamol, Mullayanagiri, Baba Budangiri, Kudremukh, Pushpagiri, Kumara Parvatha.

## Gospodarka
Karnataka jest jednym z najbardziej uprzemysłowionych stanów indyjskich (przy czym należy zauważyć szybki rozwój takich gałęzi przemysłu jak teleinformatyka i biotechnologia, to tutaj wytwarza się 35% całego oprogramowania w Indiach, a sam stan jest nazywany Doliną Krzemową). 90% produkcji złota w Indiach pochodzi z Karnataki. Wydobywa się tu także mangan. Uprawia się kawę, produkuje jedwab oraz wyroby z drzewa sandałowego.
W 2016 stan podpisał list intencyjny o współpracy gospodarczej z Wielkopolską.

## Podział administracyjny

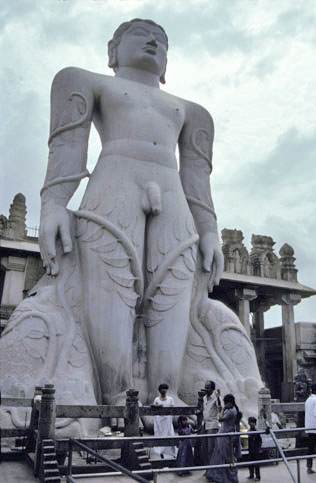
dżinijski posąg Bahubali

Stan Karnataka dzieli się na następujące okręgi:
| 1. Bagalkot 2. Bengaluru (obszar miejski) 3. Bengaluru (obszar wiejski) 4. Belgaum 5. Bellary 6. Bidar 7. Bijapur 8. Chamrajnagar 9. Chikmagalur 10. Chitradurda 11. Dakshin Kannad 12. Davangere 13. Dharwar 14. Gadag | 1. Gulbarga 2. Haveri 3. Hassan 4. Kodagu 5. Kolar 6. Koppal 7. Mandya 8. Mysore 9. Raichur 10. Shimgoa 11. Tumkur 12. Upudi 13. Uttar Kannad |  |

### Największe miasta Karnataki

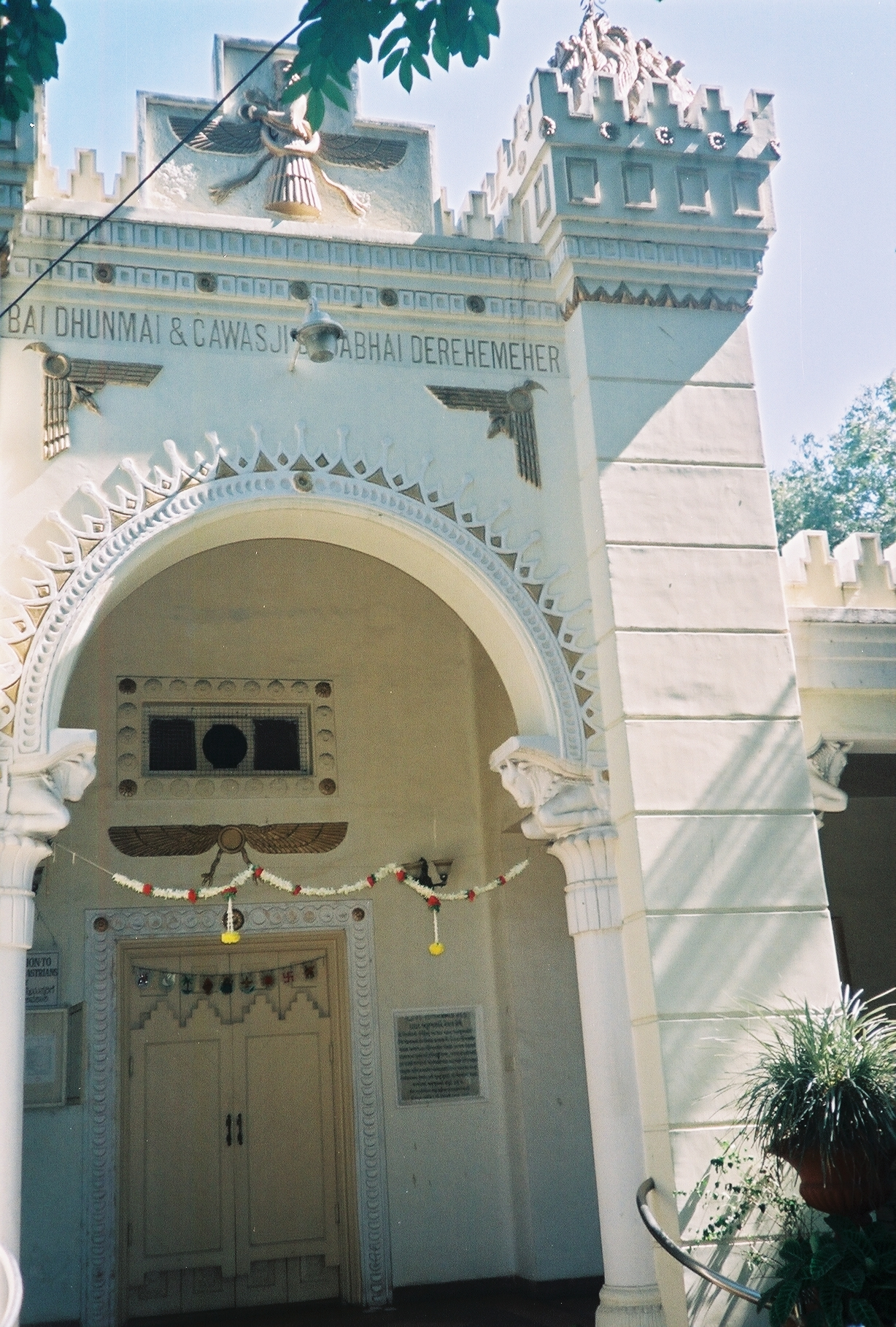
świątynia parsów w Bengaluru

W 2006 roku rząd Karnataki zdecydował o zmianie angielskich nazw 13 miast na nazwy w języku kannada. Rząd Indii nie wyraził na to jeszcze zgody. Nowe nazwy podano w nawiasie. Dane z 2001 roku.
|                                       | Miasto                          | Liczba mieszkańców |    | Miasto               | Liczba mieszkańców |
| ------------------------------------- | ------------------------------- | ------------------ | -- | -------------------- | ------------------ |
| 1                                     | Bengaluru                       | 4.292.223          | 9  | Shimoga (Shivamogga) | 274.105            |
| 2                                     | Hubli-Dharwad (Hubbali-Dharwad) | 786.018            | 10 | Dasarahalli          | 263.636            |
| 3                                     | Mysore (Mysuru)                 | 742.261            | 11 | Tumkur (Tumakuru)    | 248.592            |
| 4                                     | Gulbarga (Kalburgi)             | 427.929            | 12 | Bijapur (Vijayapura) | 245.946            |
| 5                                     | Belgaum (Belagavi)              | 399.600            | 13 | Raichur              | 205.634            |
| 6                                     | Mangaluru (Mangaluru)           | 398.745            | 14 | Bommanahalli         | 201.220            |
| 7                                     | Davanagere                      | 363.780            | 15 | Krishnarajapura      | 187.453            |
| 8                                     | Bellary (Ballari)               | 317.000            | 16 | Byatarayanapura      | 180.931            |
| Źródło: www.bevoelkerungsstatistik.de |                                 |                    |    |                      |                    |

## Demografia
- kannada – 66,3%
- urdu – 10,5
- telugu – 7,0%
- marathi – 3,6%
- tamilski – 3,6%
- tulu – 2,8%
- hindi – 2,6%
- konkani – 1,5%
- malajalam – 1,3%
- inne języki – 0,8%

Zgodnie z danymi statystycznymi (z 2001), na 52 mln 850.562 ludności 26 mln 898.918 (50,89%) jest płci męskiej, a 25 mln 951.644 (49,11%) żeńskiej, na 1000 osób płci męskiej przypada 964 żeńskiej.
Na km² przypada 275,6 osób, 33,98% mieszka w miastach.
83% to wyznawcy hinduizmu, 11% islamu, 4% to chrześcijanie, 0,78% - dżiniści, 0,73% - buddyści

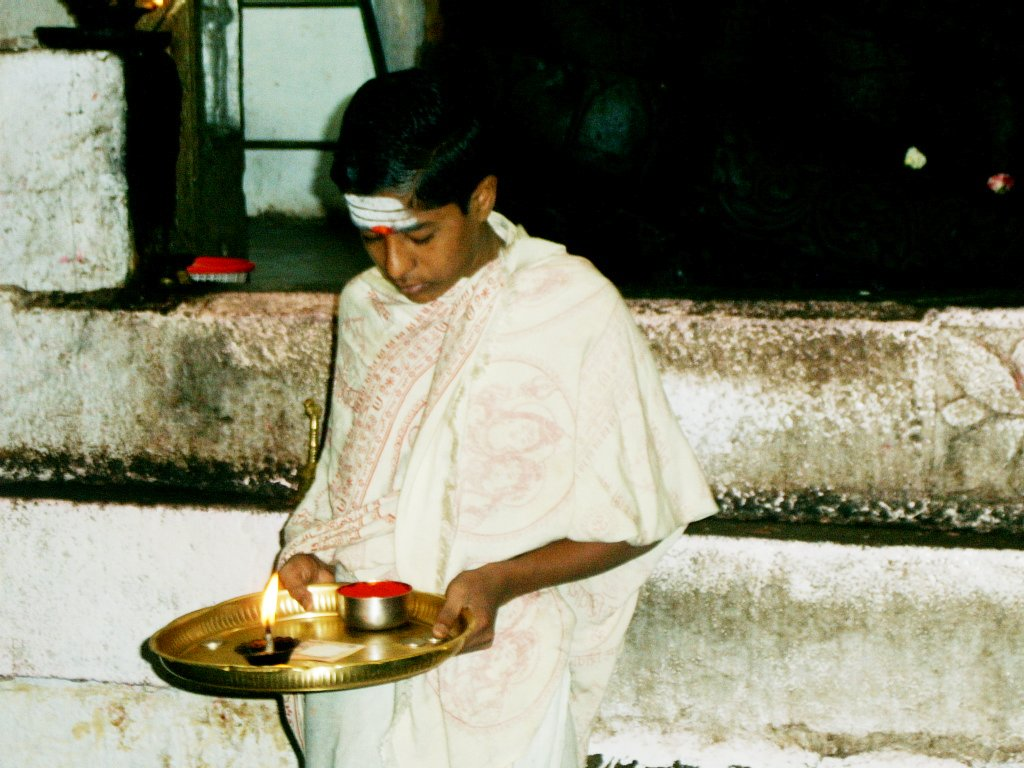
chłopiec w świątyni

## Edukacja
Wskaźnik alfabetyzacji: 66,6% - 76,1% dla mężczyzn i 56,9% dla kobiet (wyższy od przeciętnego dla Indii - 61,3% w 2001).
W Karnatace znajduje się 16 wyższych uczelni. Najstarsza z nich to założony w 1916 roku Uniwersytet w Mysore. Trzy inne w stolicy Bengaluru - Bangalore University, University of Agricultural Sciences i Indian Institute of Science.

## Godne uwagi w Karnatace

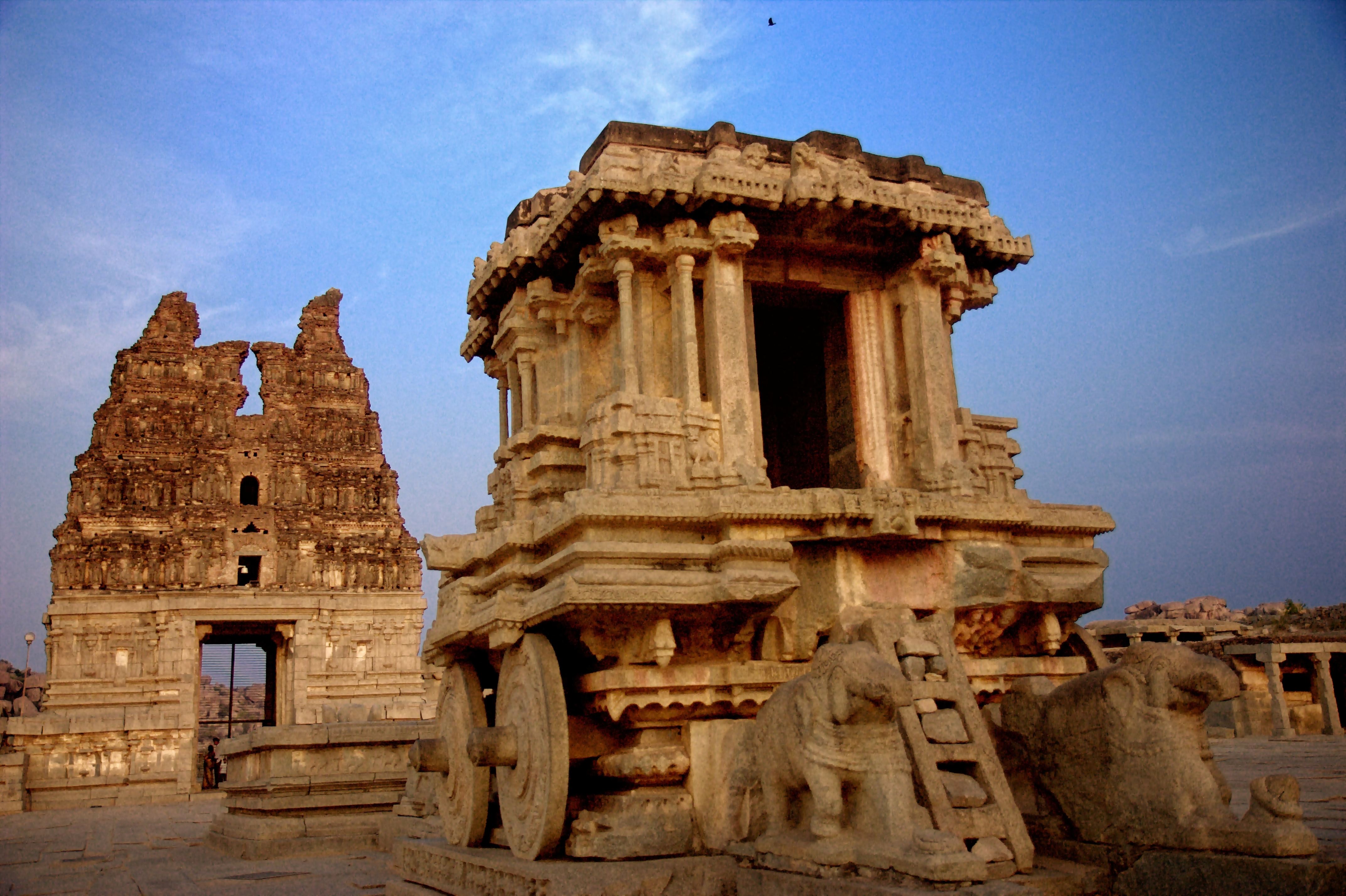
świątynia Vittala w Hampi

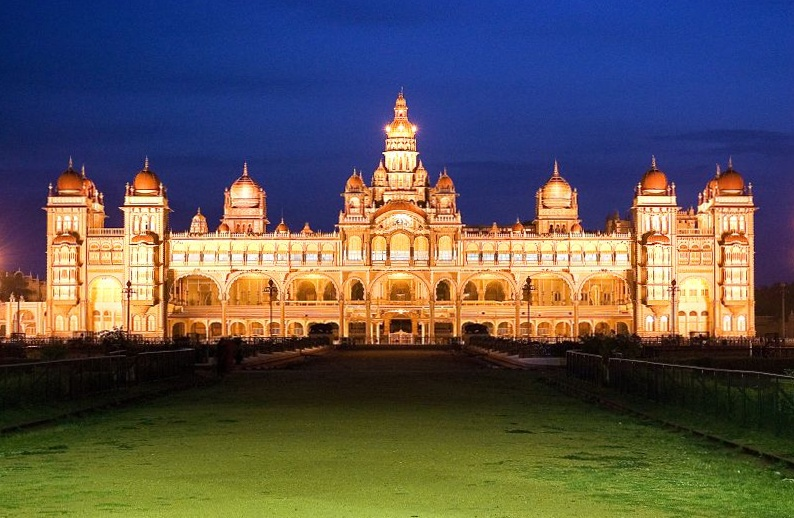
pałac Mysore nocą

- Pochodzące z XIV wieku ruiny miasta Hampi, znajdujące się na Liście światowego dziedzictwa UNESCO

- W Mysore, kiedyś stolicy południowych Indii obejmujących obok Karnataki, Tamilnadu i część Kerali, dawnej stolicy stanu znajduje się kompleks pałaców maharadży, które, mimo że nie są zabytkami starej daty, przyciągają turystów z Indii. Nad miastem góruje święta góra ze świątynią Chamundeshwari. Niedaleko - Srirangapatna - centrum religijne i kulturalne z godnymi obejrzenia świątyniami, meczetami, pałacami, twierdzą.
- Dżinijska świątynia z ogromnym posągiem Bahubali (Gommateshvara) z X wieku w Shravanabelagola. Ponadto inne centra dżinistów - Moodabidri i Karkala
- Stolica Bengaluru, zwana Doliną Krzemową Indii, słynie jako centrum przemysłu komputerowego. Znana też jest jako miasto ogrodów, dysponuje zbudowanym przez radżę kopią angielskiego zamku w Windsorze
- Miejsca tybetańskich uchodźców (powstałe w 60. latach XX wieku) dysponujące świątyniami, jakie można spotkać tylko w północnych Indiach i Tybecie
- Byłe stolice królestw rządzących północno-zachodnim Dekanem dynastii Chalukya (550-757 i ok. 973-1190) Badami, Aihole i Pattadakal
- Belur i Halebidu - byłe stolice dynastii Hojsala rządzącej Karnataką w X-XIV wieku
- Wspaniałe muzułmańskie budowle w miastach na północy stanu (Bijapur, Bidar i Gulbarga)
- 5 parków narodowych i największy wodospad Indii Kunchikal Falls na rzece Varahi i Wodospad Dźog na Sharavathi. Wodospady Park Narodowy Kudremukh należą do 1001 cudów natury świata[4]. Wśród nich najpopularniejsze są wodospady: Shivanasamudra Falls, Abbey Falls, Magod Falls, Unchalli Falls, Gokak Falls w Belgaum.
- Miejsca pielgrzymek hindusów z całych Indii - świątynie poświęcona Krysznie Udupi Sri Krishna Matha, Marikamba w Sirsi, Sri Manjunatha w Dharmasthala, Sri Subramanya w Kukke i Sharadamba w Shringeri
- Święte miejsca lingajatów, przywiązanych do kultu Śiwy pod postacią lingi znajdują się w Kudalasangama i Basavana Bagewadi
- Sławne plaże Karnataki znajdują się m.in. w Murudeshwara, Gokarna i Karwar.

## Osobistości Karnataki
- Kuvempu (1904 - 1994) - największy pisarz i poeta języka kannada w XX wieku
- Anil Kumble (ur. 1970 w Bengaluru) - sławny indyjski krykiecista, kapitan drużyny narodowej
- Atul Kulkarni - znany aktor indyjski ur. w Bengaluru (Hey Ram, Chandni Bar, Rang De Basanti)
- Rama Raghoba Rane, ur. w 1918 roku w Karwar, bohater wojny z Pakistanem (1947-48)

## Galeria zdjęć

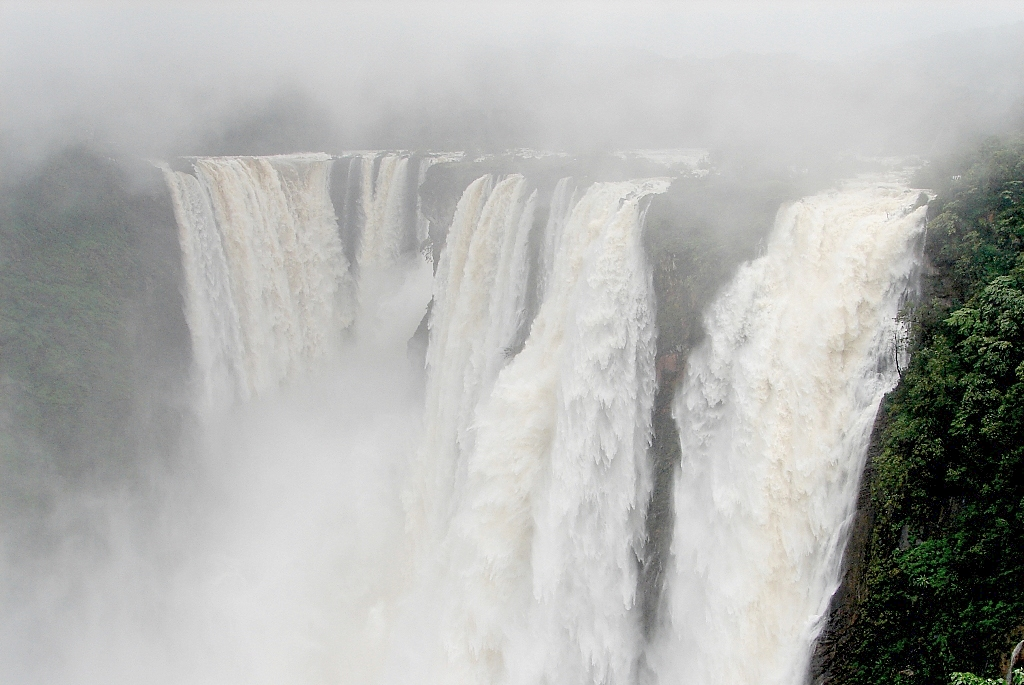
wodospad Dźog na rzece Sharavathi
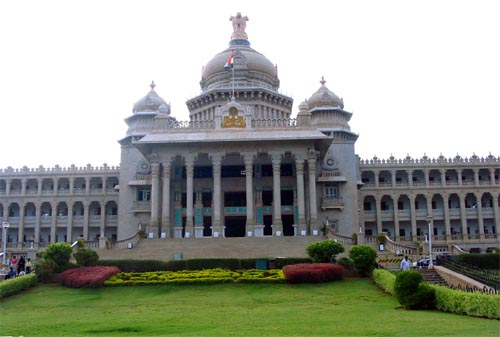
Vidhana Soudha - siedziba władzy stanu w Bengaluru
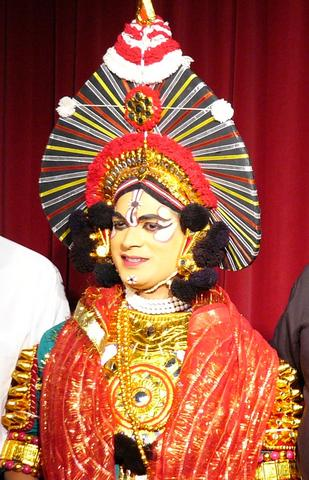
artysta Jakszagana
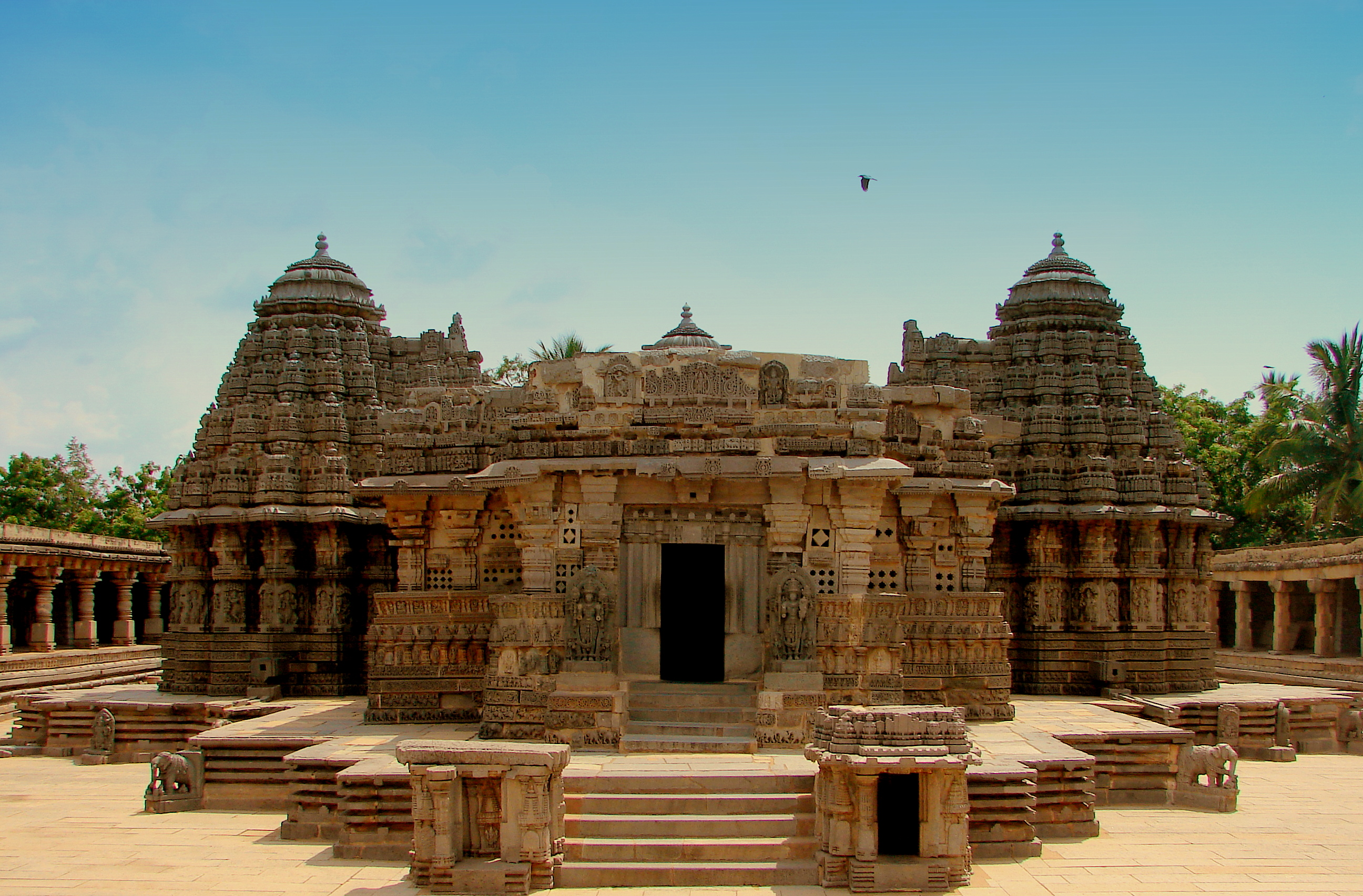
świątynia Keshava w Somanathapura koło Mysore
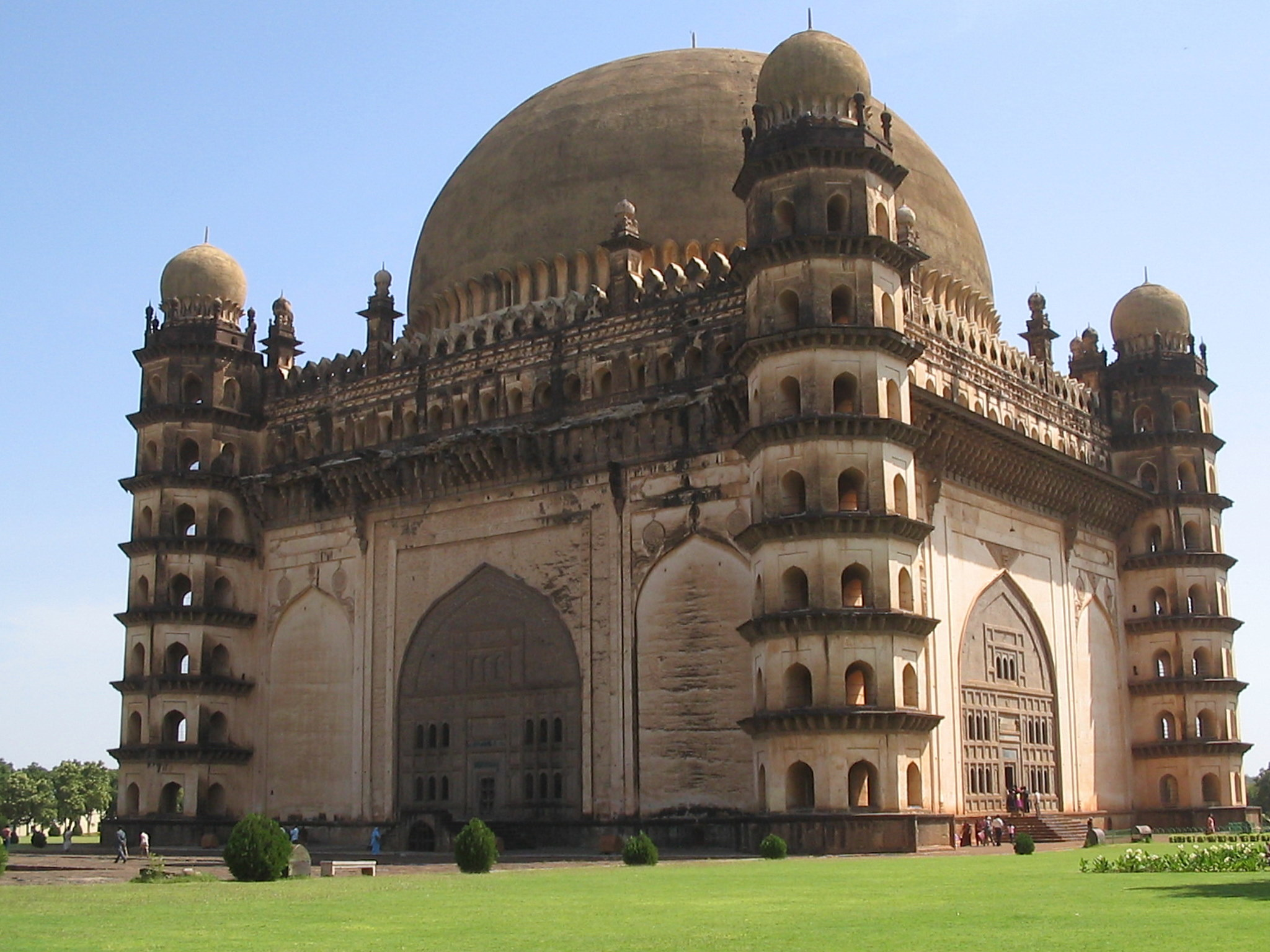
mauzoleum Mohammeda Adila Shaha, Gol Gumbaz z XVII wieku w Bijapur
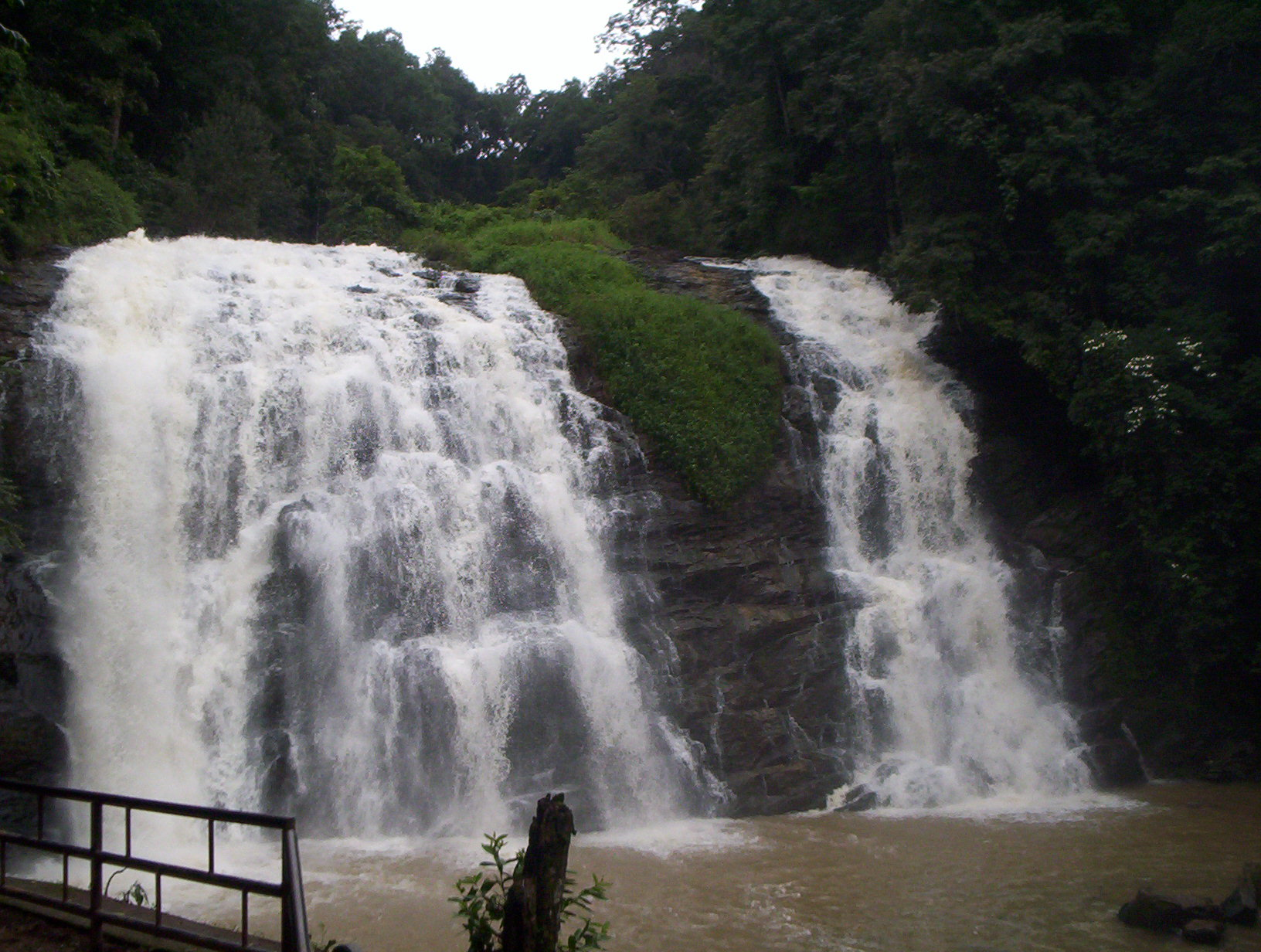
wodospad Abbey
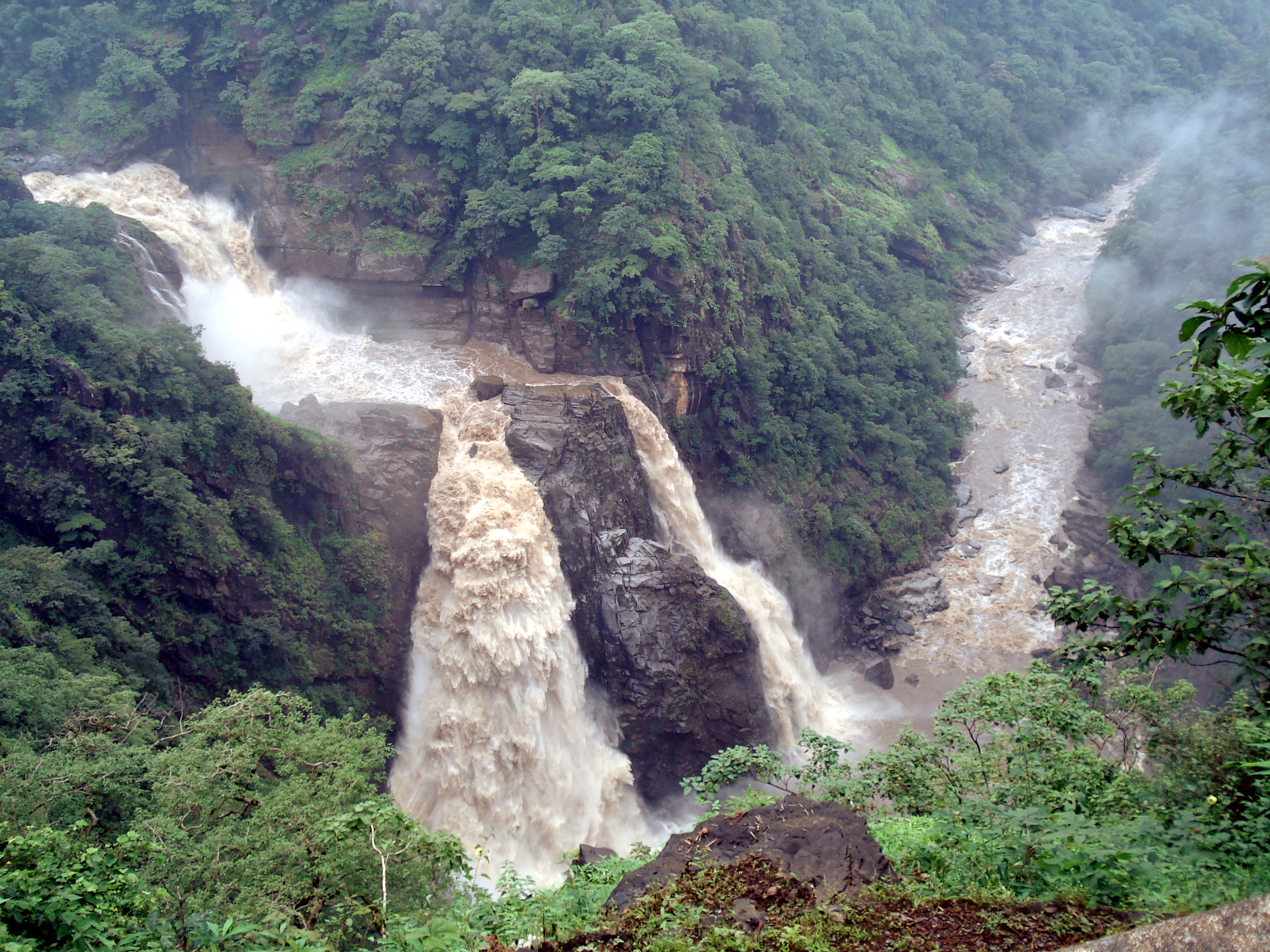
Magod Falls
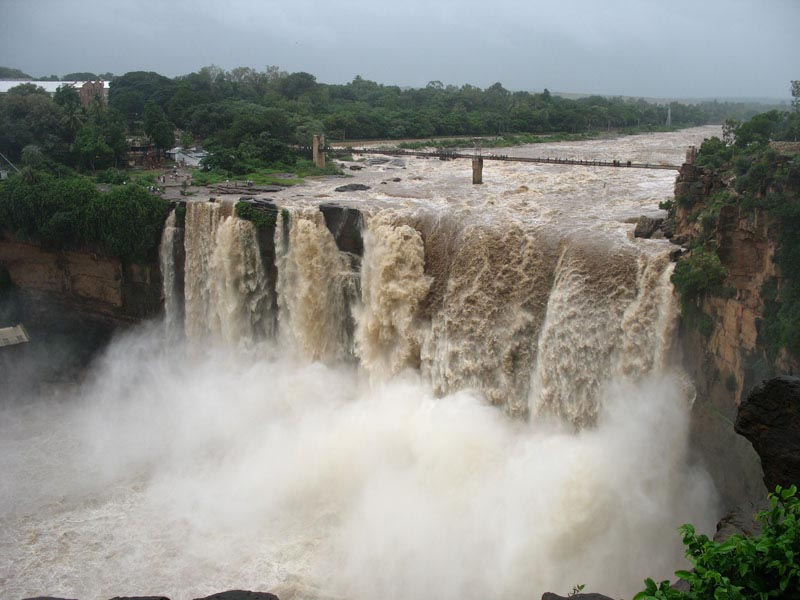
Gokak Falls w Belgaum
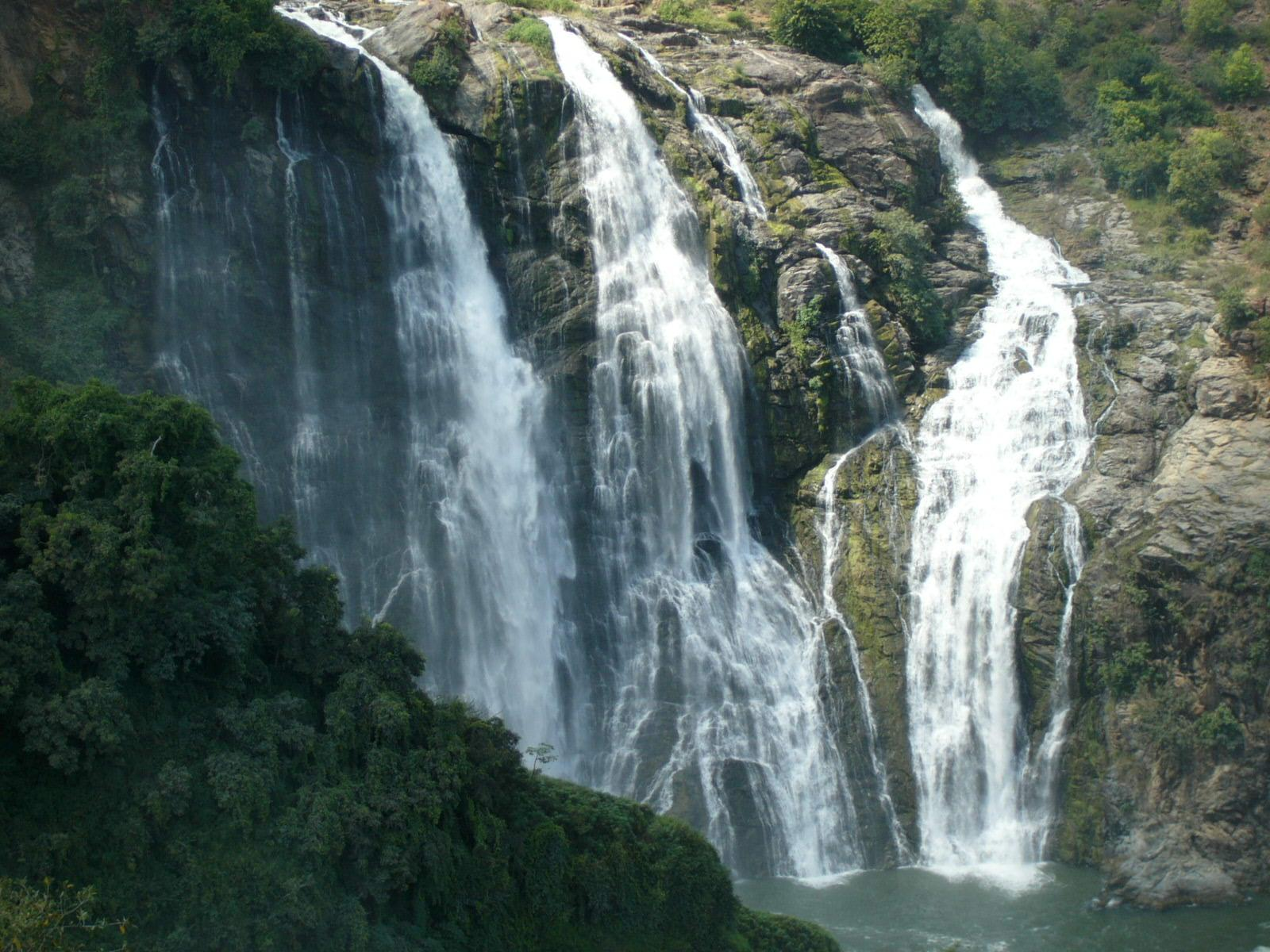
Wodospady Siwasamudram na rzece Kaweri
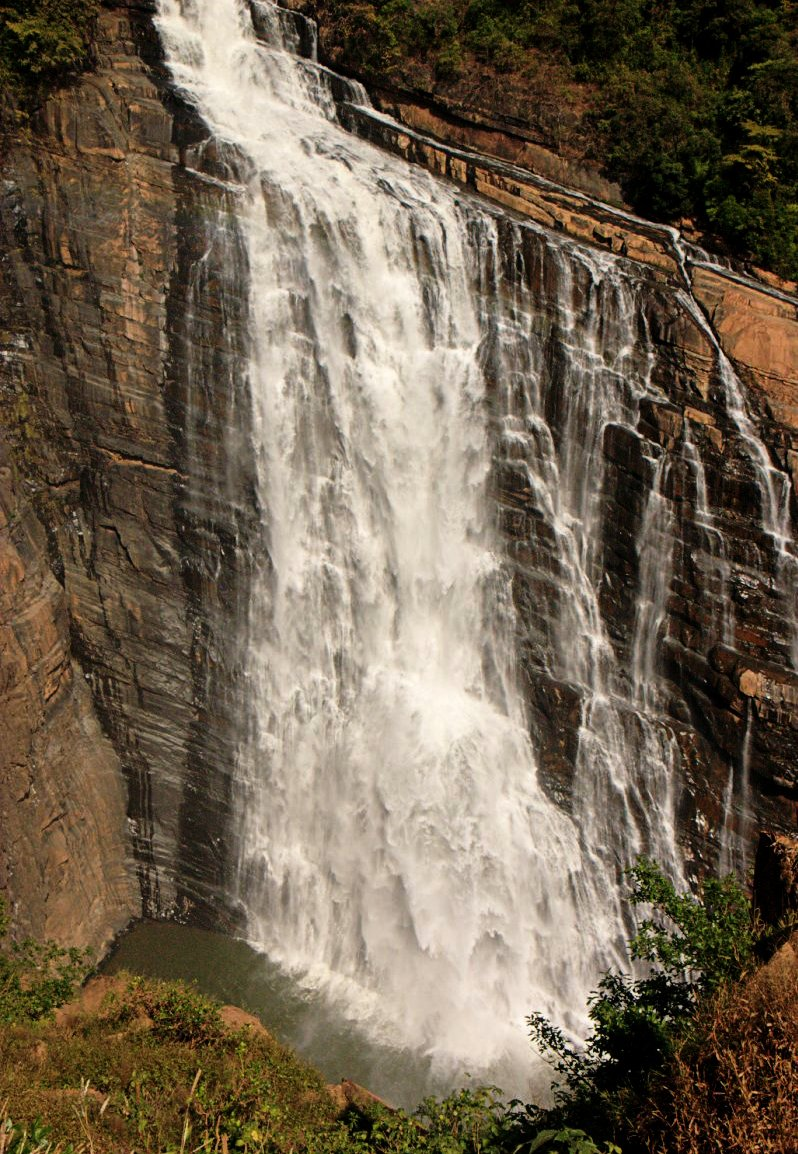
wodospad Unchalli
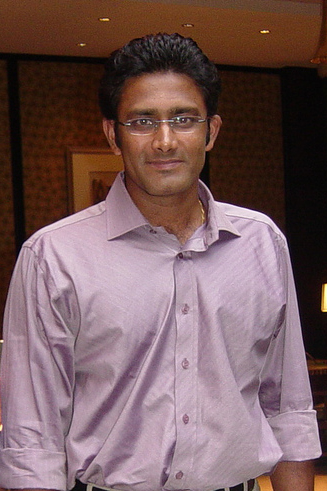
Anil Kumble - sławny indyjski krykiecista, kapitan drużyny narodowej, ur. w Bengaluru
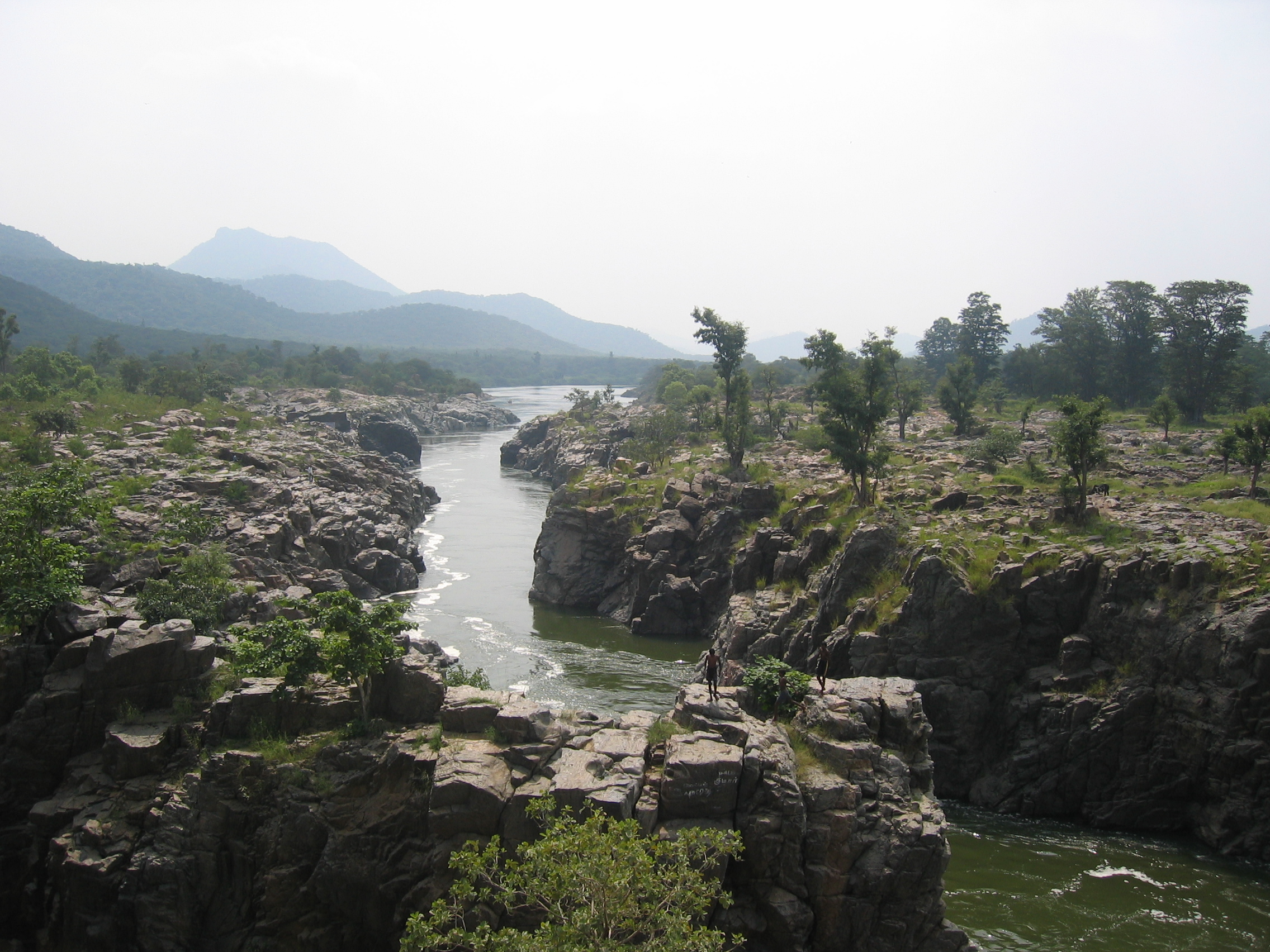
rzeka Kaweri
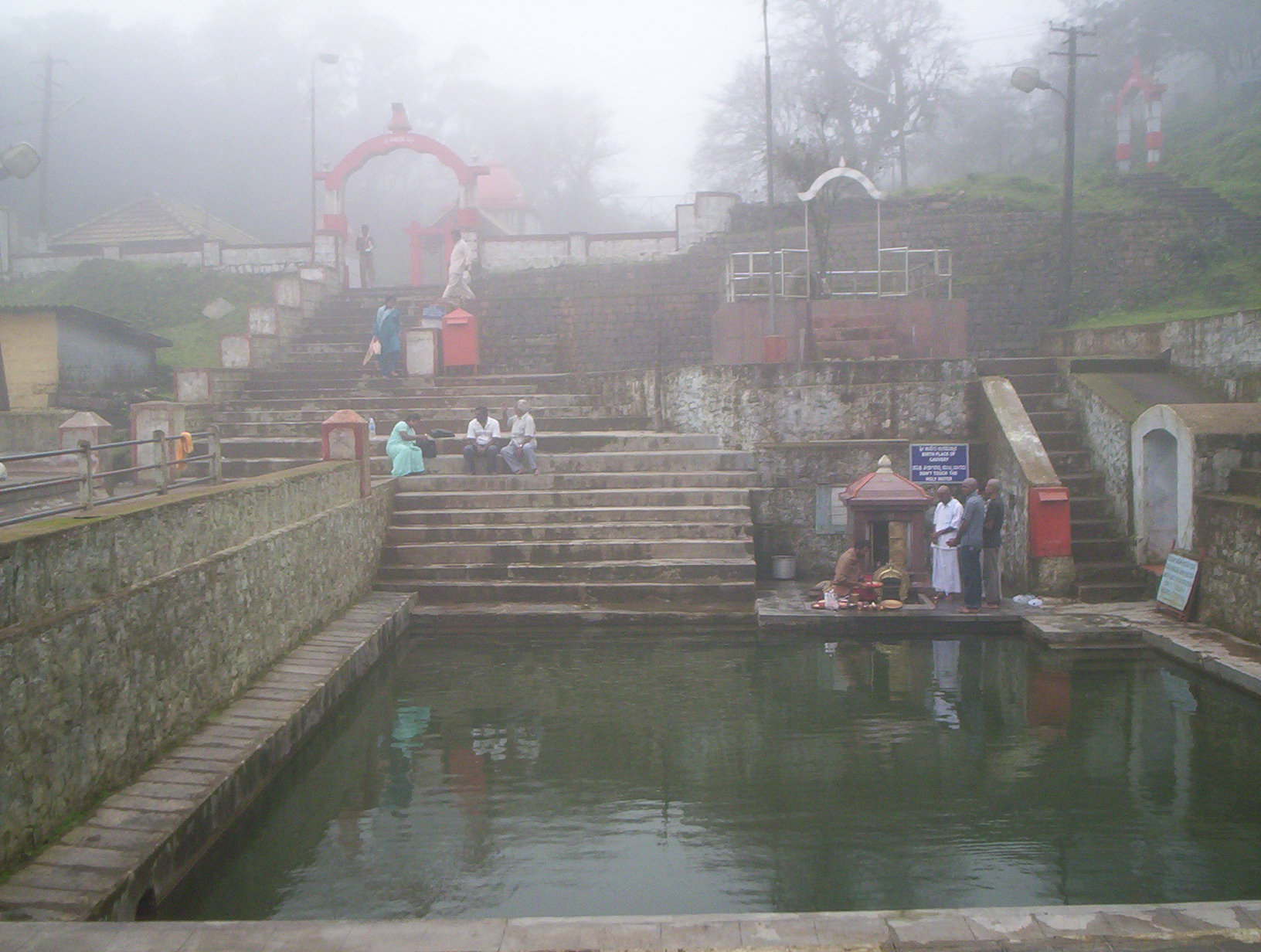
Talakaweri, źródło rzeki Kaweri
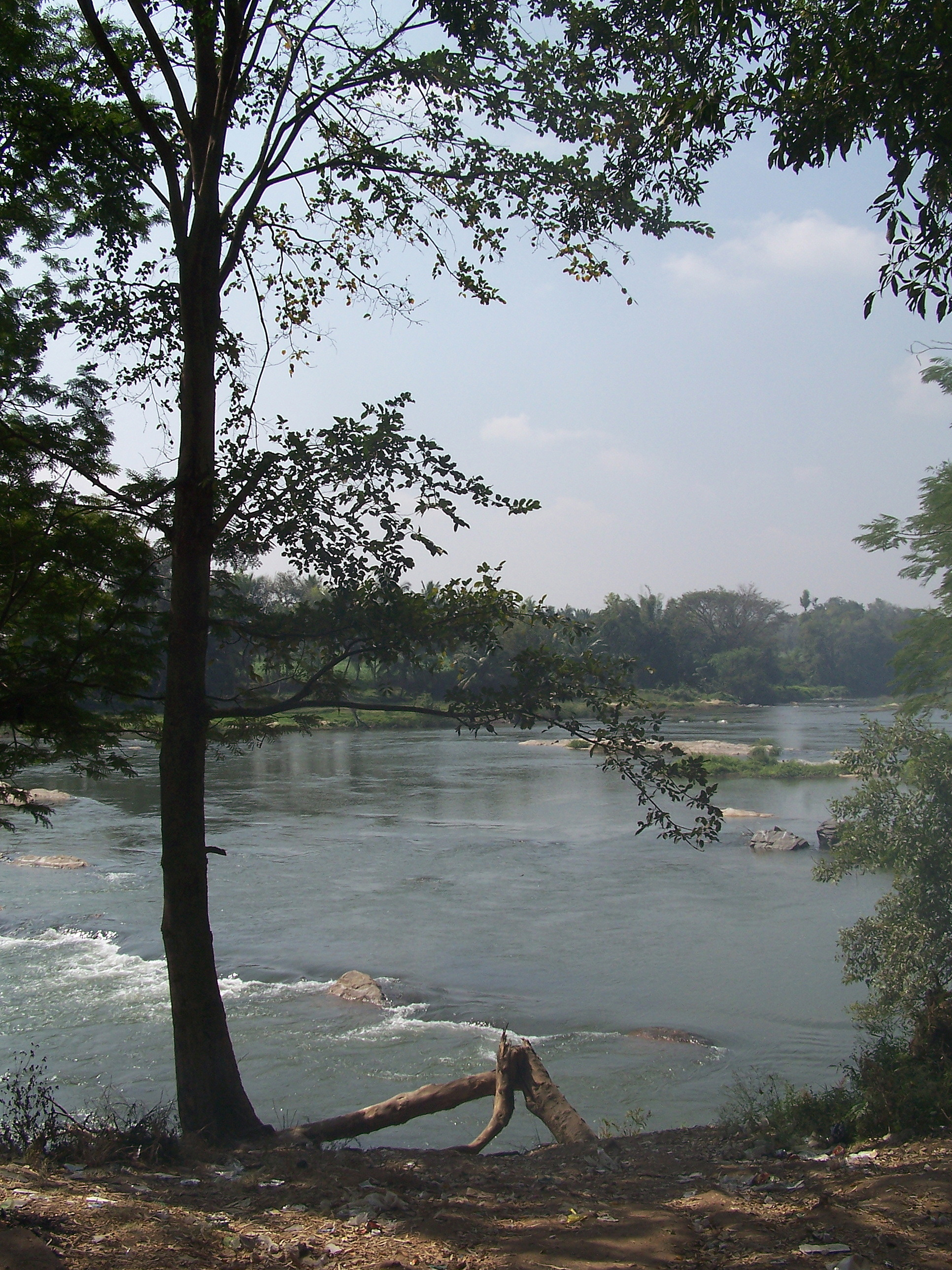
rzeka Kaweri w Srirangapatna koło Mysore
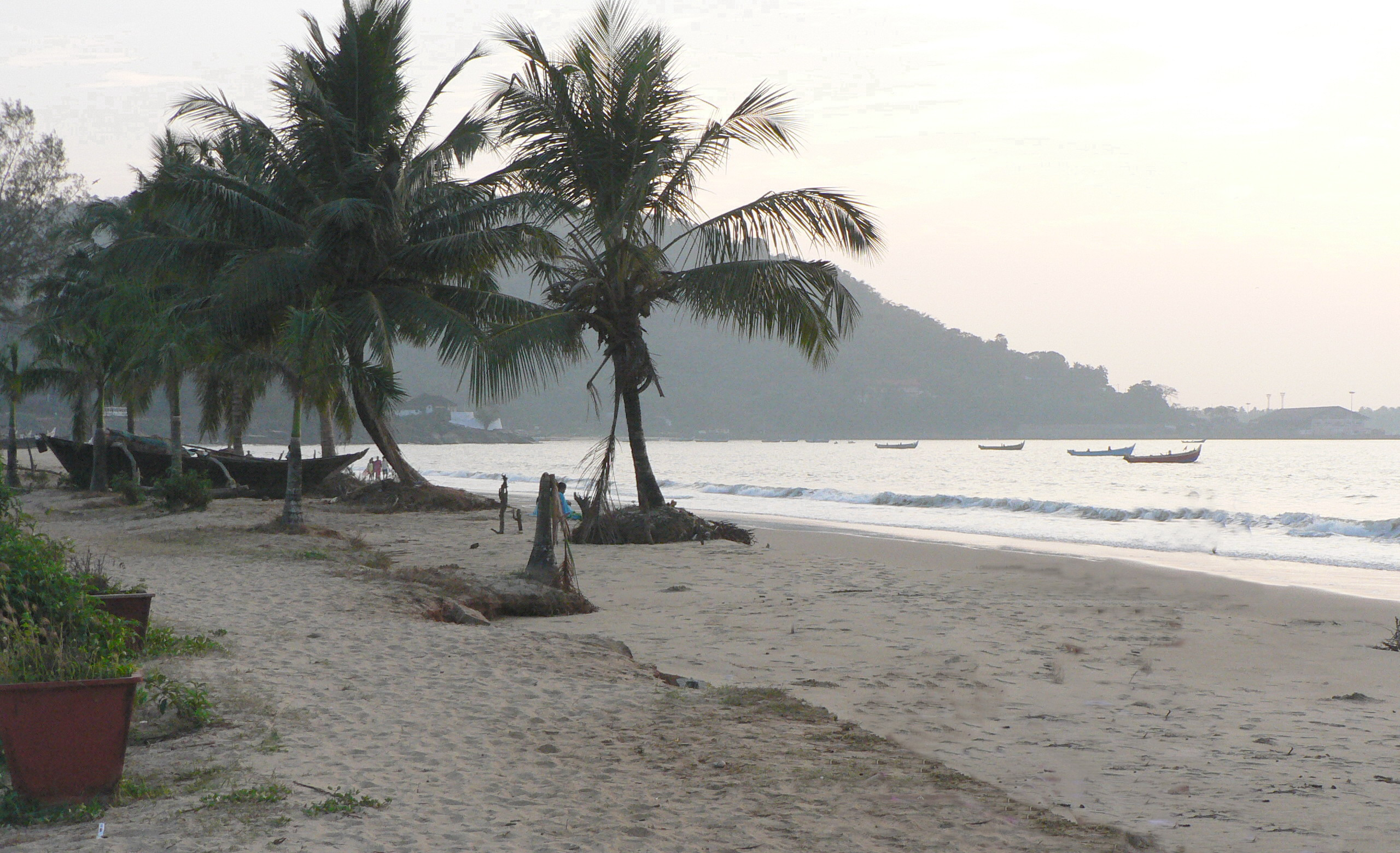
palmy kokosowe na plaży w Karwar
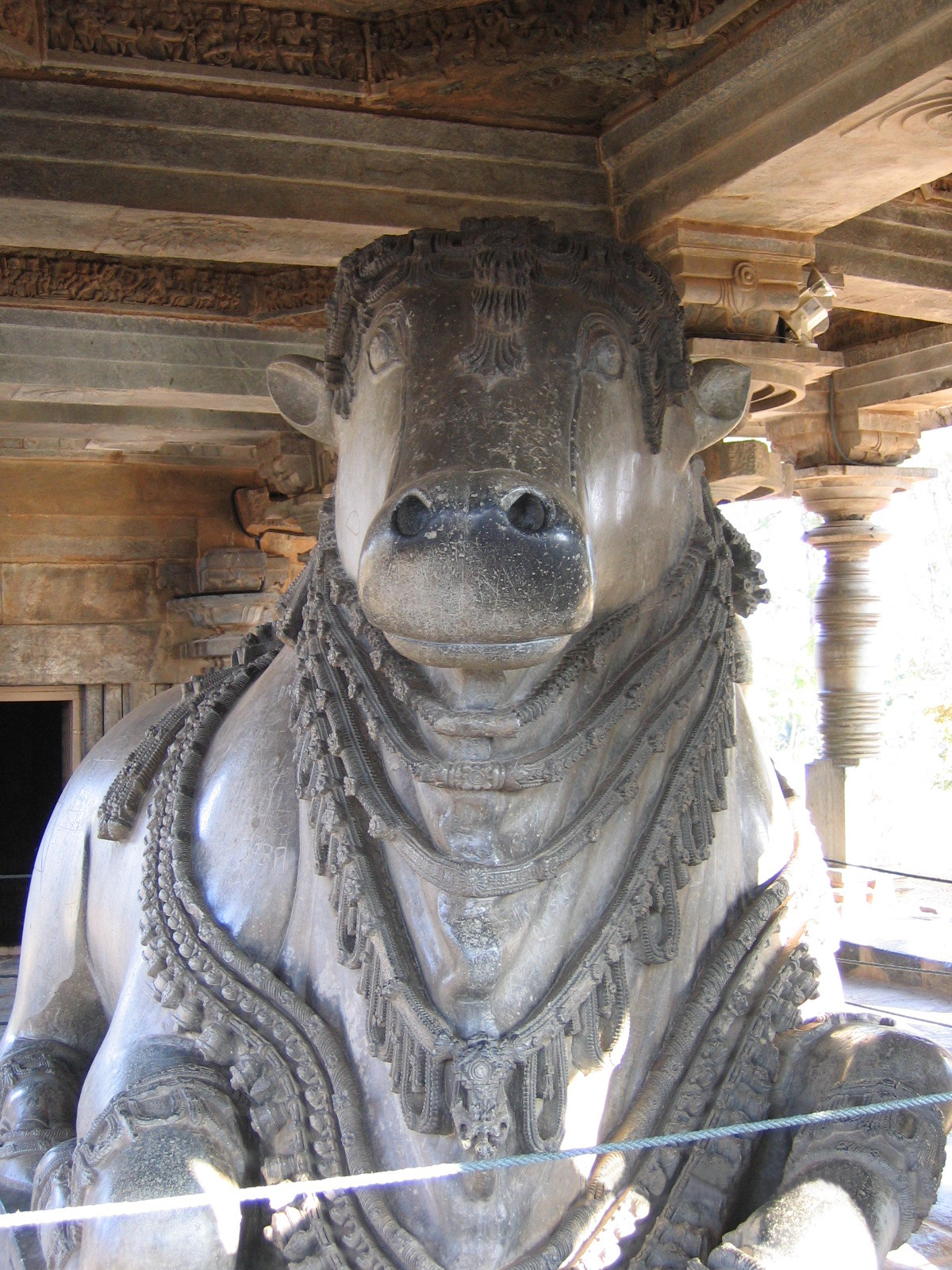
byk Nandi w Halebidu
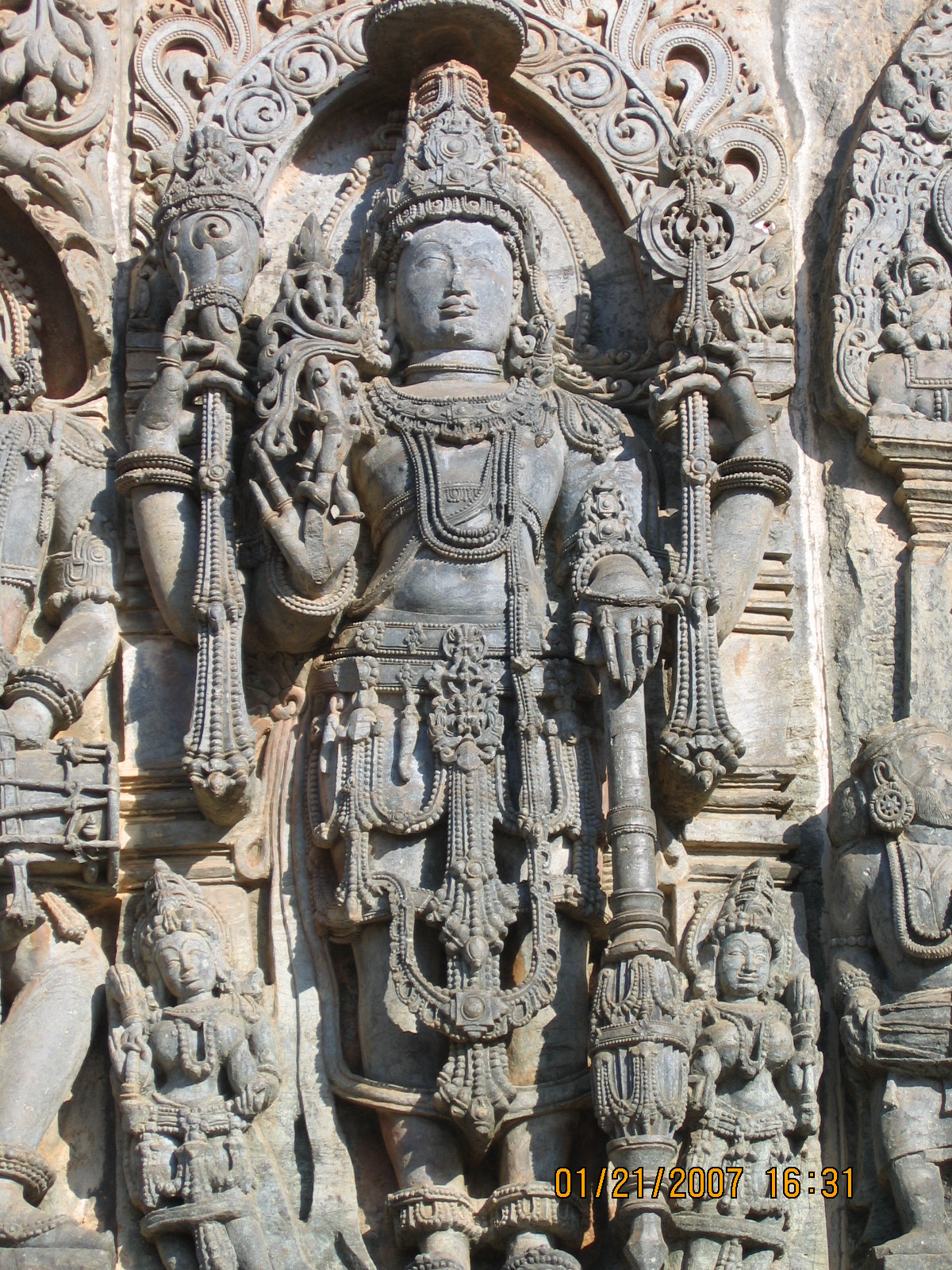
Wisznu z Halebidu
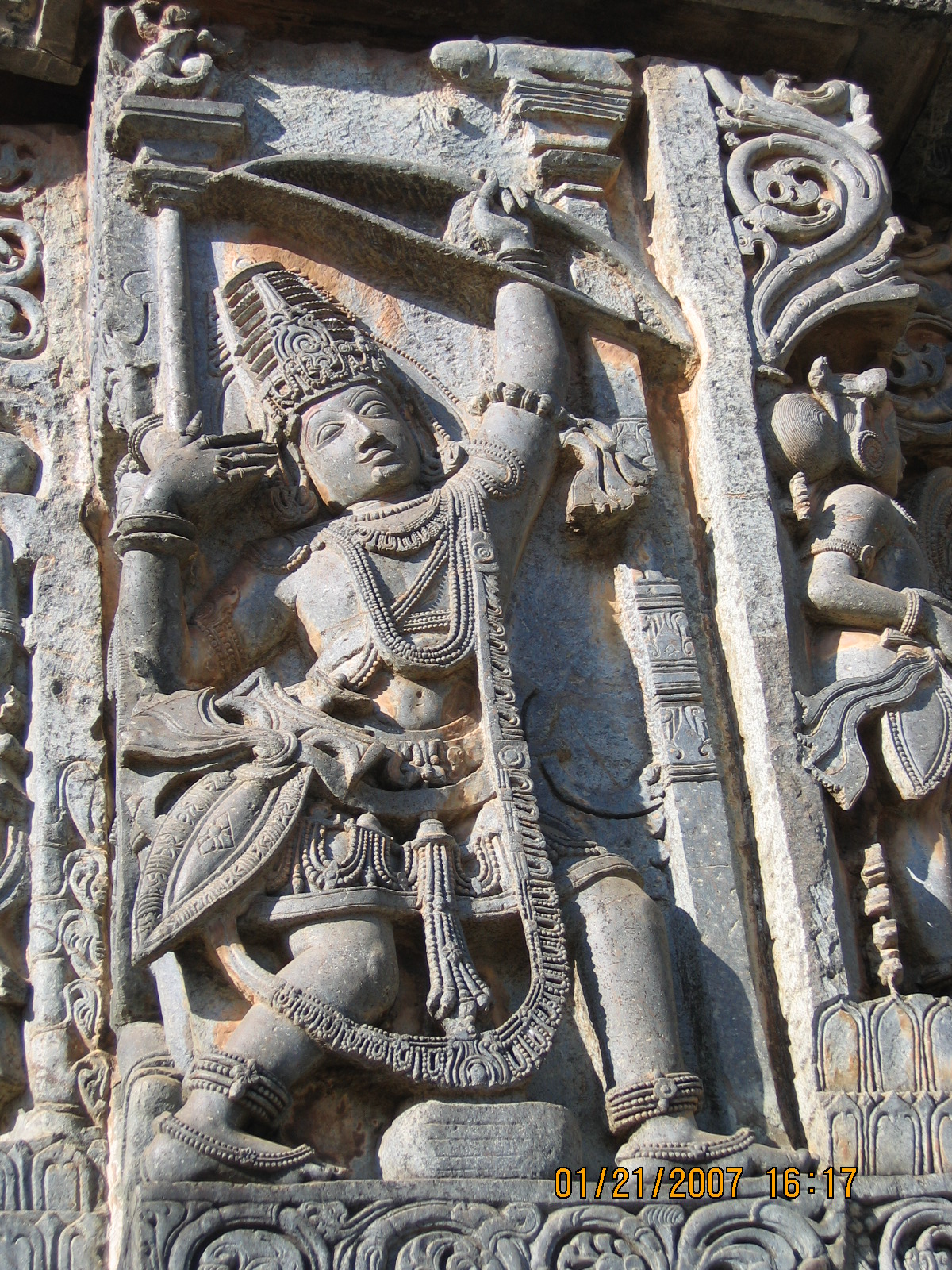
Rama z Halebidu
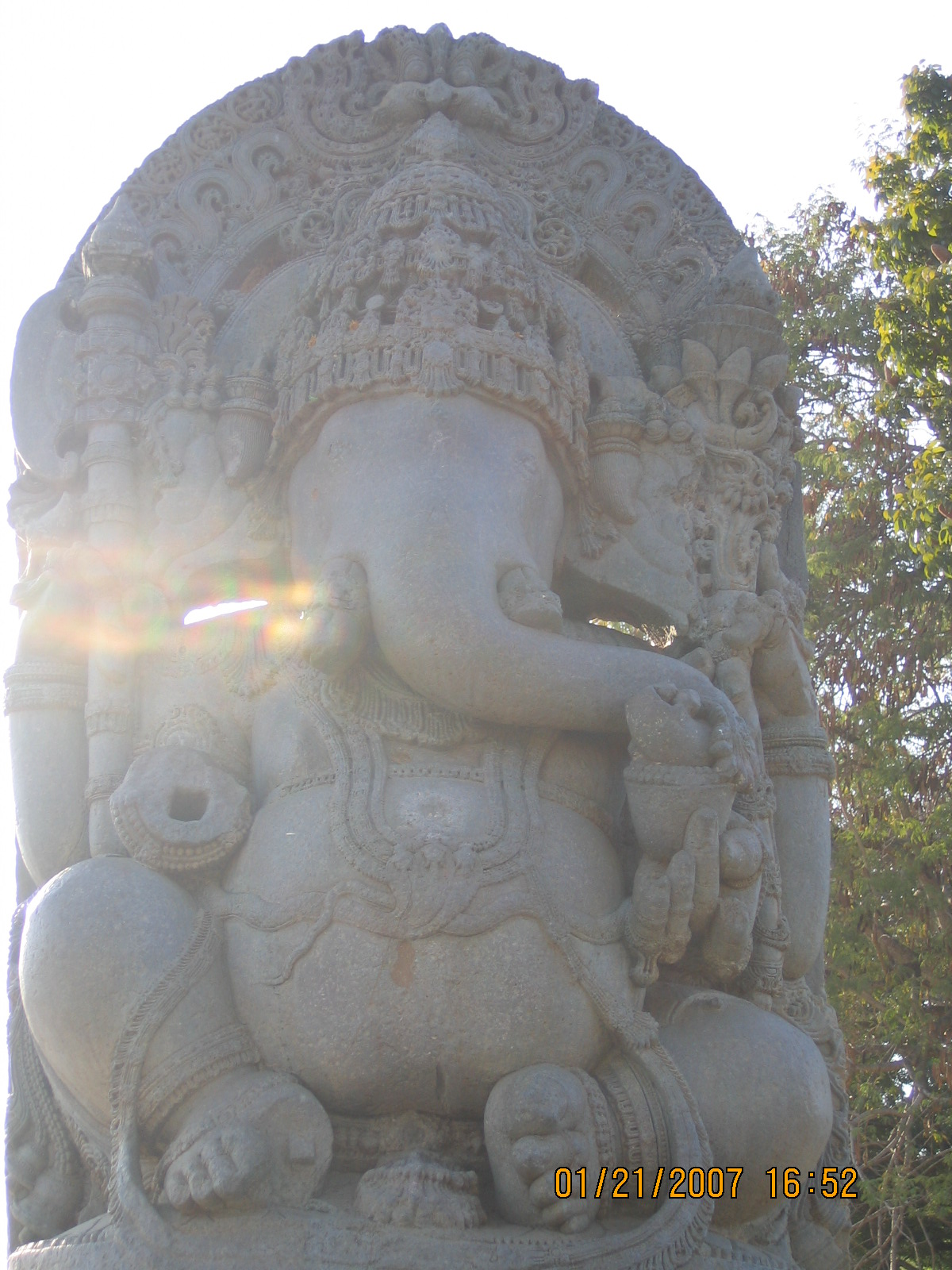
Ganeśz Halebidu
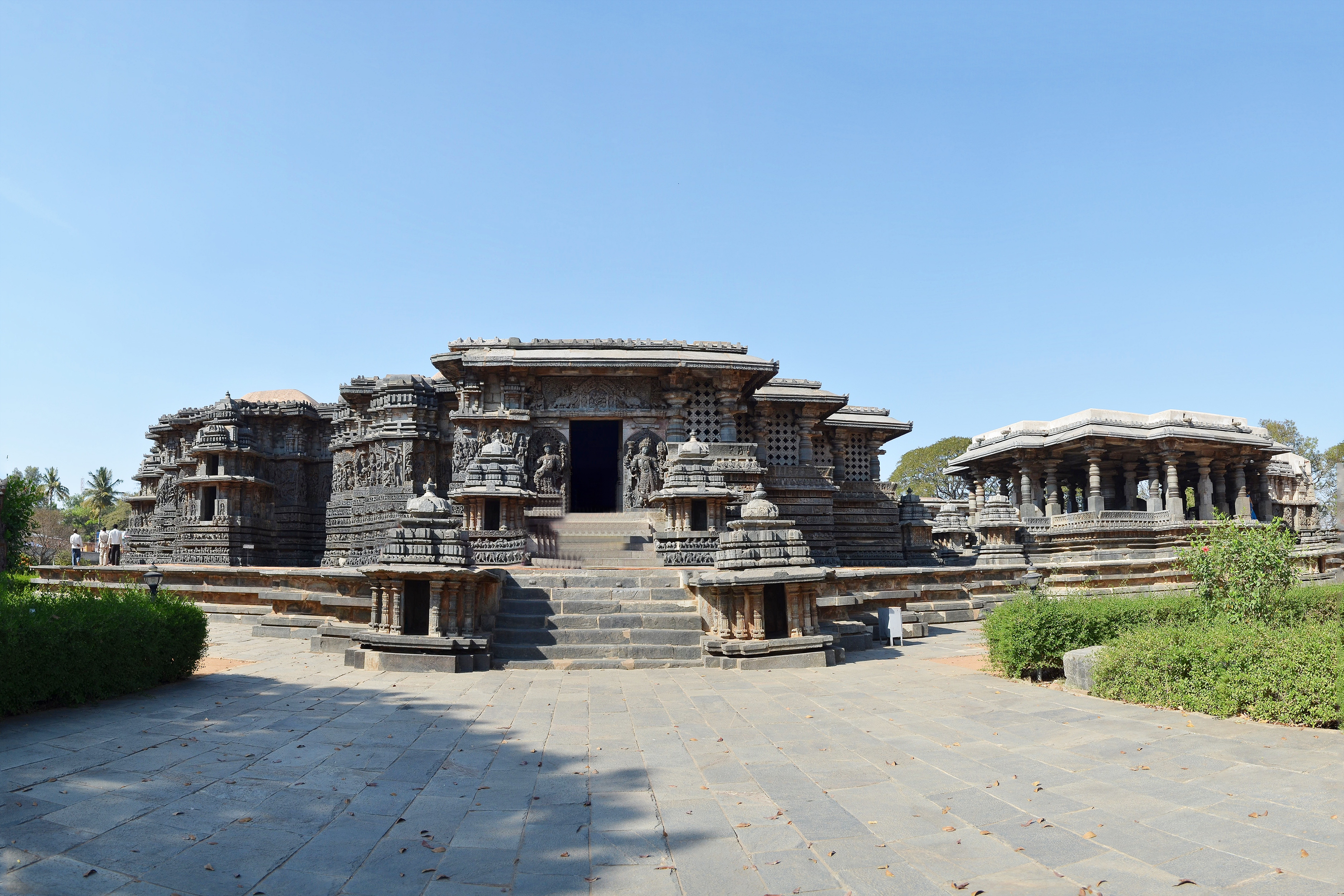
świątynia Hoysaleshvara w Halebidu
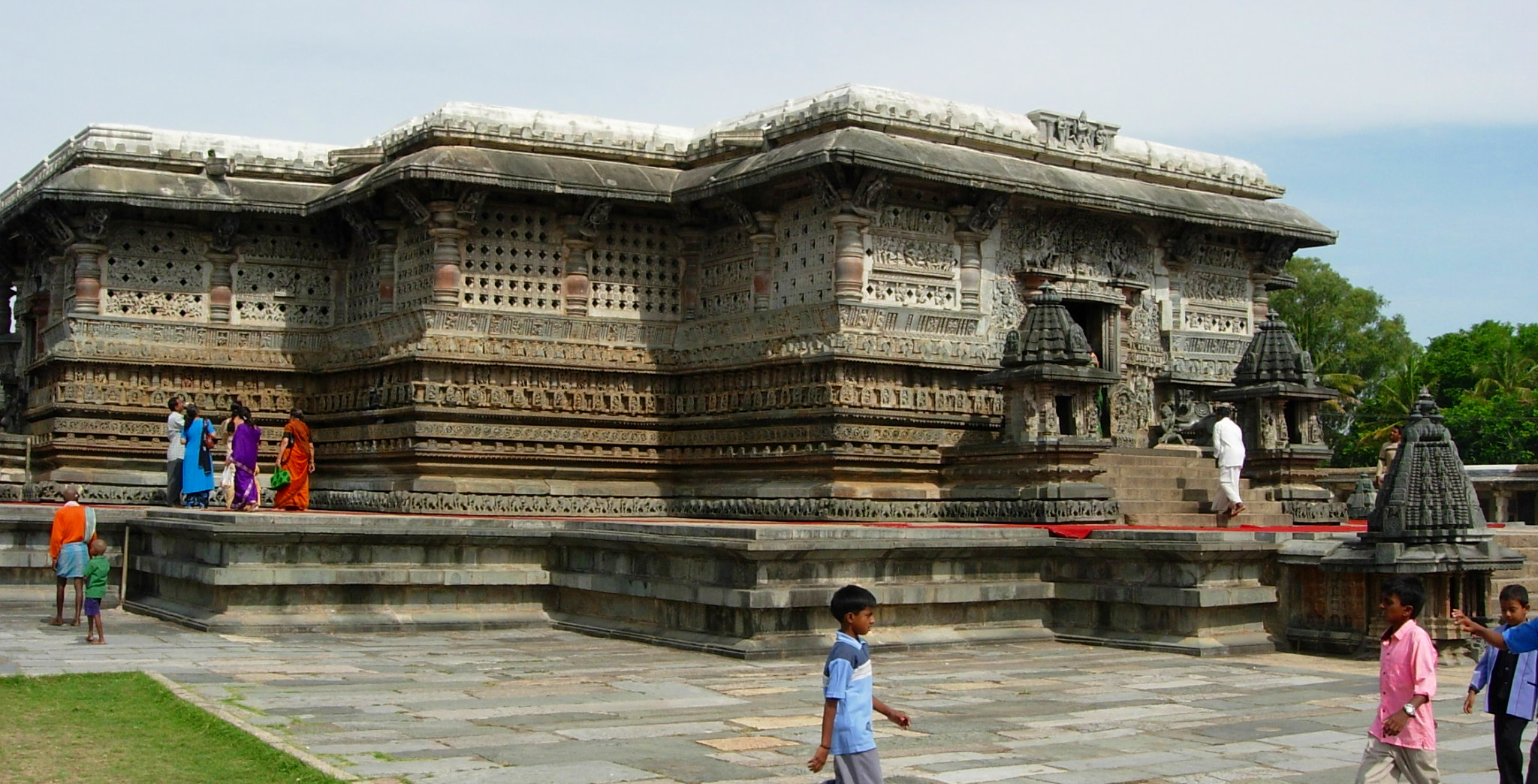
Belur
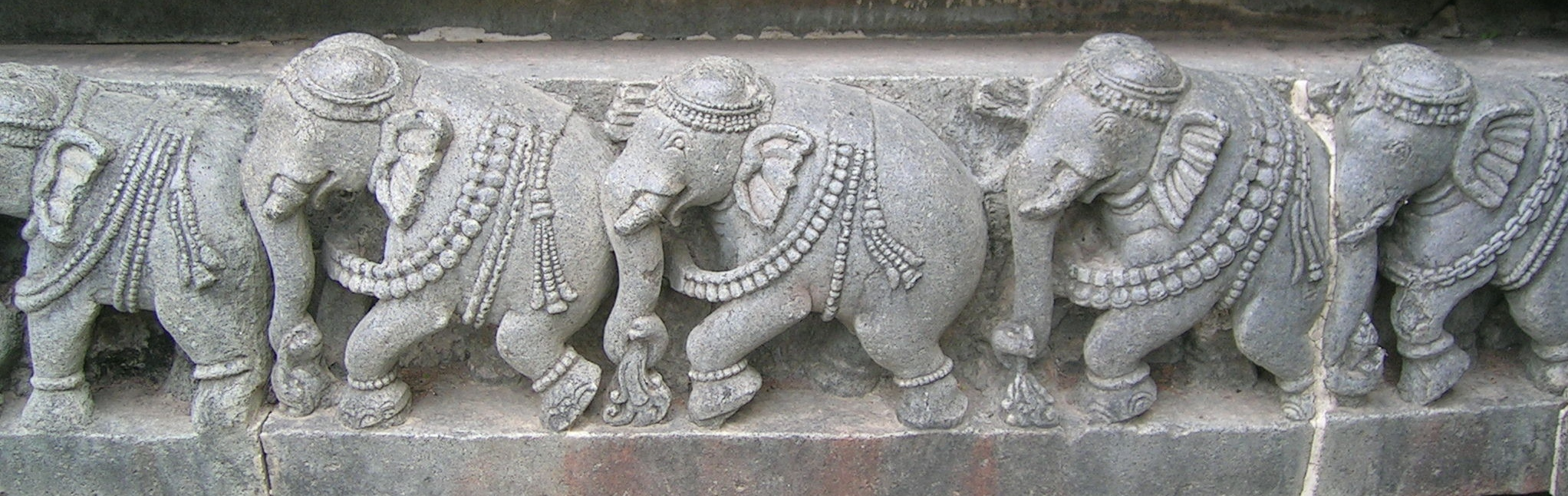
Belur, ornament świątyni
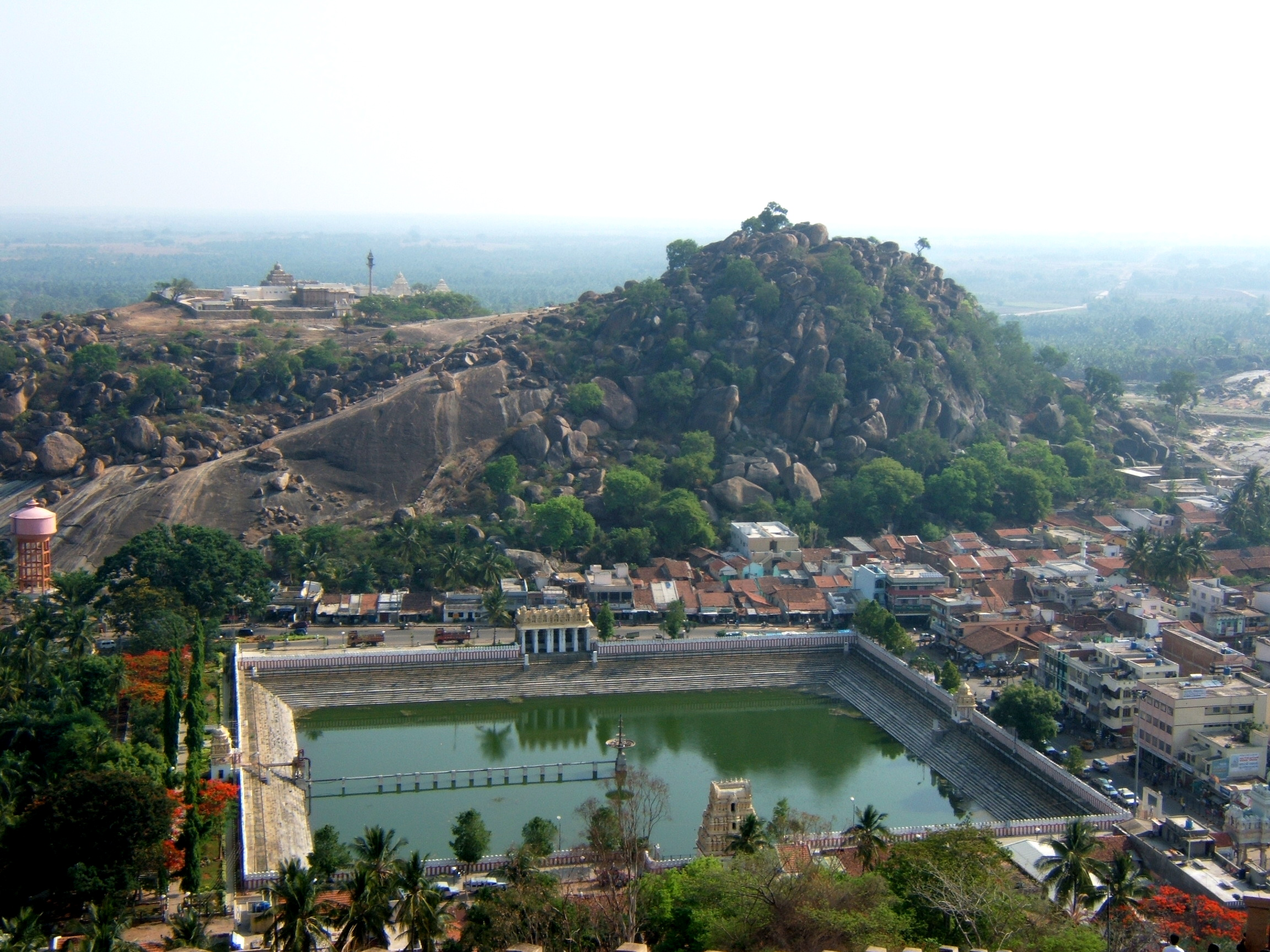
zbiornik wodny w mieście dżinistów Shravanabelagola